# 村上恭和
村上 恭和（むらかみ やすかず、1957年12月9日 - ）は、広島県御調郡向東町（現・尾道市）出身の元卓球選手、卓球指導者。現在、Tリーグの日本生命レッドエルフで監督を務める。前・卓球女子日本代表監督。
卓球女子日本代表監督は2008年から務め、2012年のロンドンオリンピックでは女子団体で銀メダル、2016年のリオデジャネイロオリンピックでは女子団体で銅メダルを日本にもたらした。

## 経歴
尾道市立向東中学校〜近畿大学附属福山高等学校〜近畿大学商経学部商学科卒業（1980年）。近畿大学卒業後、和歌山相互銀行（現・紀陽銀行）入社。卓球選手として1983年世界卓球選手権混合ダブルスなどに出場。30歳で引退後、1990年より日本生命女子卓球部の監督を務める。現在の卓球のルールである11点制は村上が提唱して国際ルールとなった。
並行して2005年から女子日本代表ヘッドコーチ、2008年の北京オリンピック終了後から監督を務め、2012年のロンドンオリンピック女子団体では、男女を通じて日本卓球初のオリンピックメダルとなる銀メダルを獲得した。2014年に東京で行われた第52回世界卓球選手権団体戦では31年ぶりの銀メダルを獲得。2016年の第53回世界卓球選手権団体戦でも銀メダルを獲得。2016年のリオデジャネイロオリンピック女子団体では、前回のロンドン大会に続く二大会連続のメダルとなる銅メダルを獲得し、大会後の勇退を表明。

## テレビ番組
- みらいのつくりかたSP ロンドンから未来へ アスリートの新たな挑戦（2012年12月31日、テレビ東京）[7]
- 為末大が読み解く!勝利へのセオリー 静かなる知将 村上恭和（2013年4月21日、NHK BS1）[8]

## 著書
- 『勝利はすべて、ミッションから始まる。』WAVE出版、2012年11月。ISBN 978-4872905953。